# سیارک ۶۶۴۵
سیارک ۶۶۴۵ (به انگلیسی: 6645 Arcetri، نامگذاری:1991AR1) شش هزار و ششصد و چهل و پنجمین سیارک کشف شده‌است که در ۱۱ ژانویه ۱۹۹۱ کشف شد.
قدر مطلق سیارک برابر ۱۲٫۵۰ است.